# Starý židovský hřbitov v Roudnici nad Labem
Starý židovský hřbitov v Roudnici nad Labem se nachází zhruba kilometr západně od vlakového nádraží v Roudnici nad Labem, mezi ulicemi Třebízského a Farského. Založen byl v roce 1613 a poslední pohřeb zde proběhl asi v roce 1896. Rozkládá se na celkové ploše 4 679 m² a nachází se zde na 1 700 náhrobků. Řada z nich jsou velmi cenné náhrobní kameny, vyvedené v barokním, renesančním a klasicistním slohu. Nejstarší náhrobní kámen, který byl na tento hřbitov přenesen ze středověkého hřbitova, pochází z roku 1611. V severní části hřbitova je možno nalézt skupinu hrobů mučedníků, kde jsou pohřbeny oběti pogromů.
Hřbitov nebyl výrazně poničen během druhé světové války ani za minulého režimu. Tehdy sice existovaly snahy o přeměnu hřbitova na park, bylo jim však zabráněno. V 90. letech vznikla nová vstupní brána a hřbitov byl zrekonstruován za podpory místního podnikatele Michala Horáčka.
Součástí areálu hřbitova je dnes opuštěný dům hrobníka, v minulosti využíván k bydlení, a vozovna, používaná jako garáž.
Hřbitov je majetkem Federace židovských obcí a v roce 1992 byl prohlášen kulturní památkou. Je volně přístupný, a to z nově zbudovaného prostranství při Farského ulici.

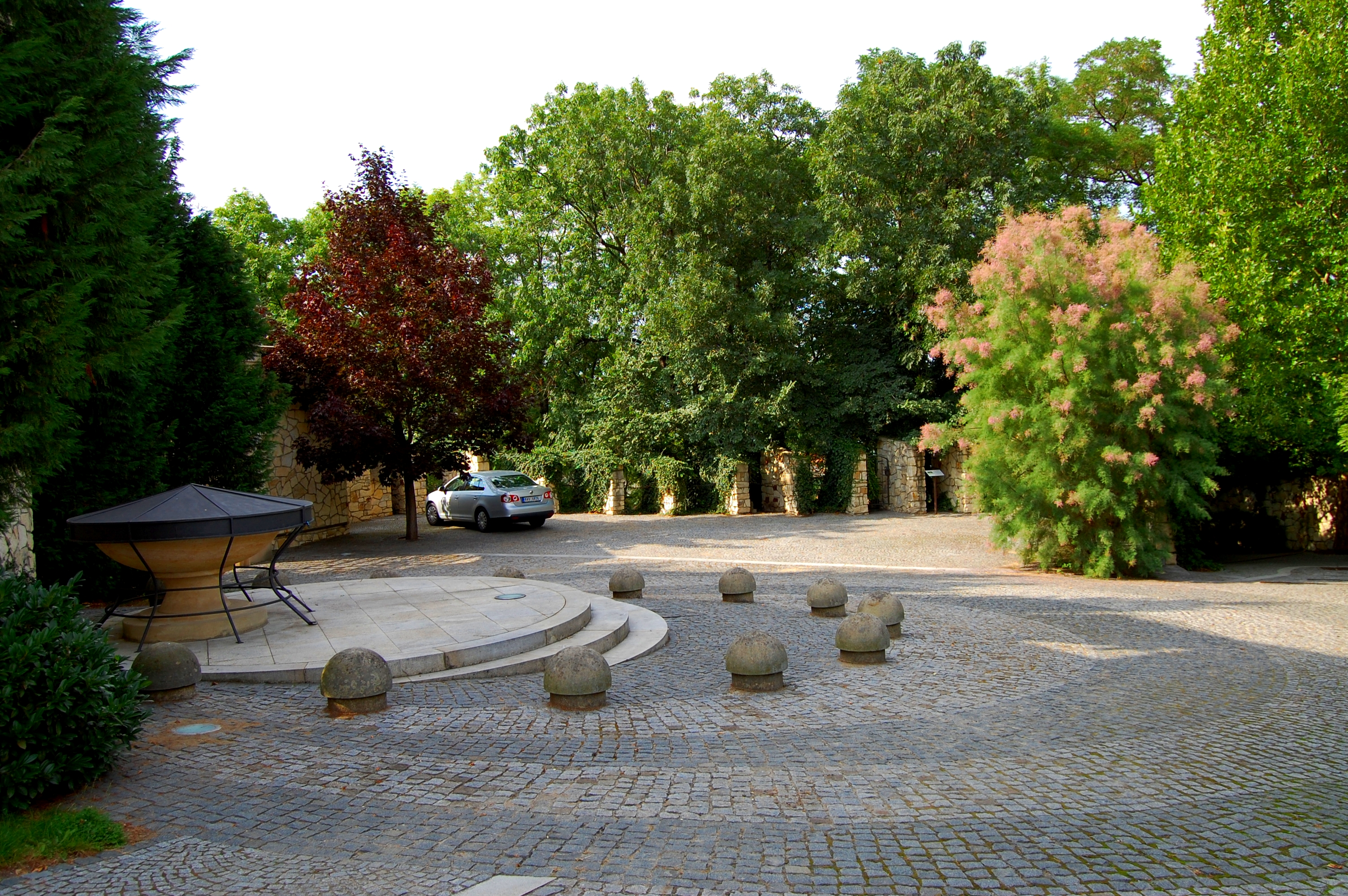
Nový vchod na hřbitov
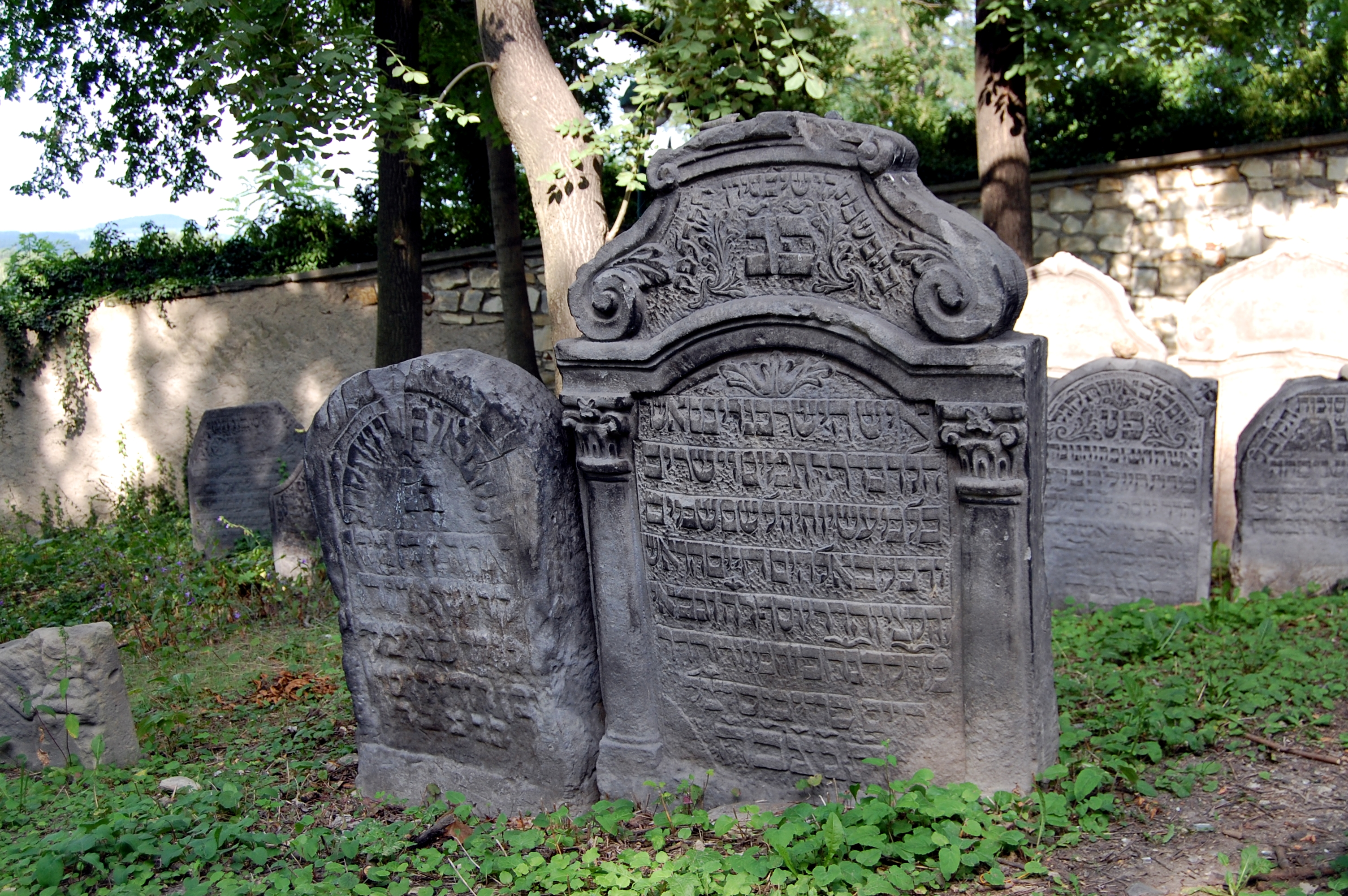
Stéla blízko vstupu na hřbitov
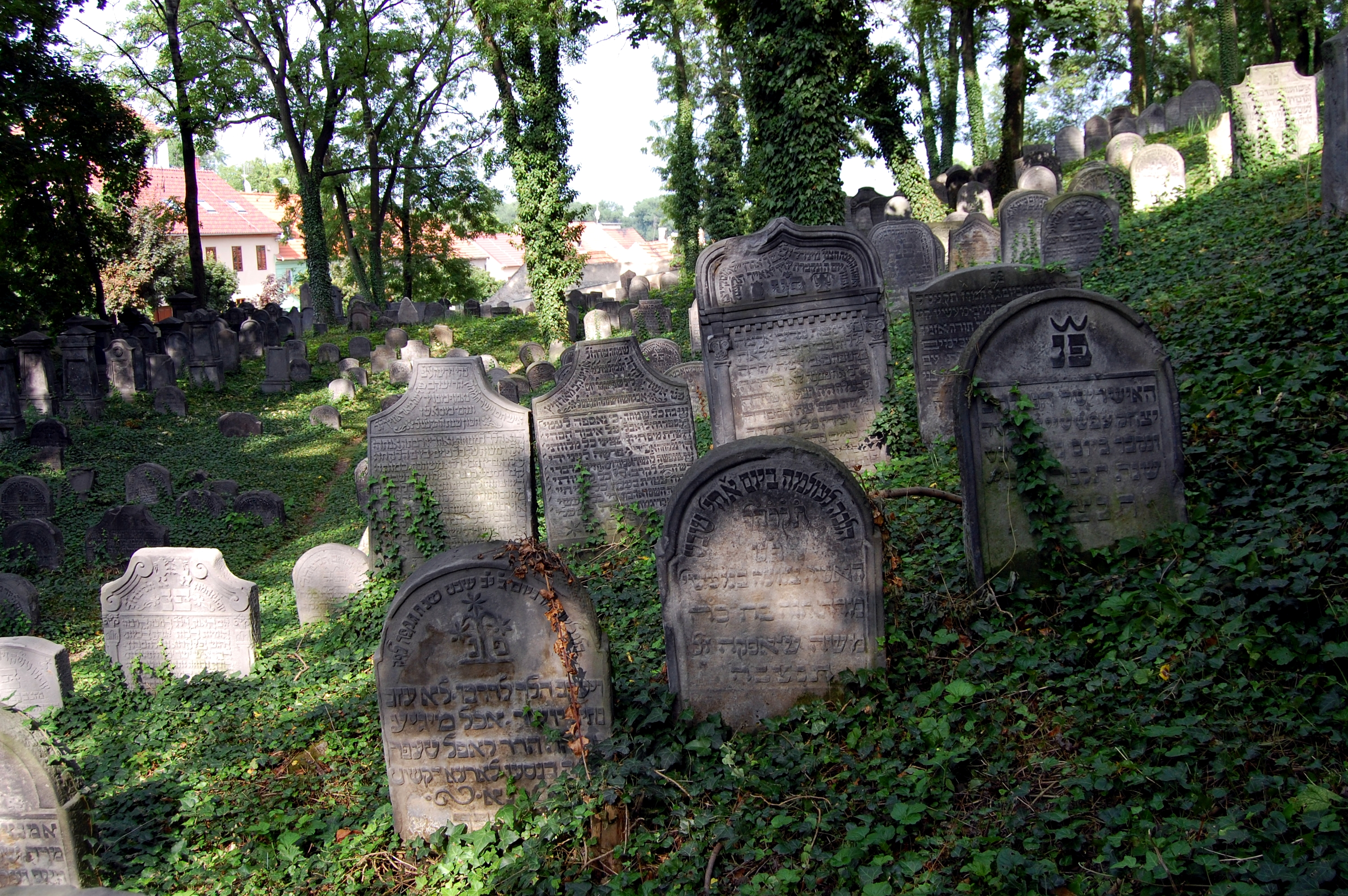
Skupina starších náhrobků
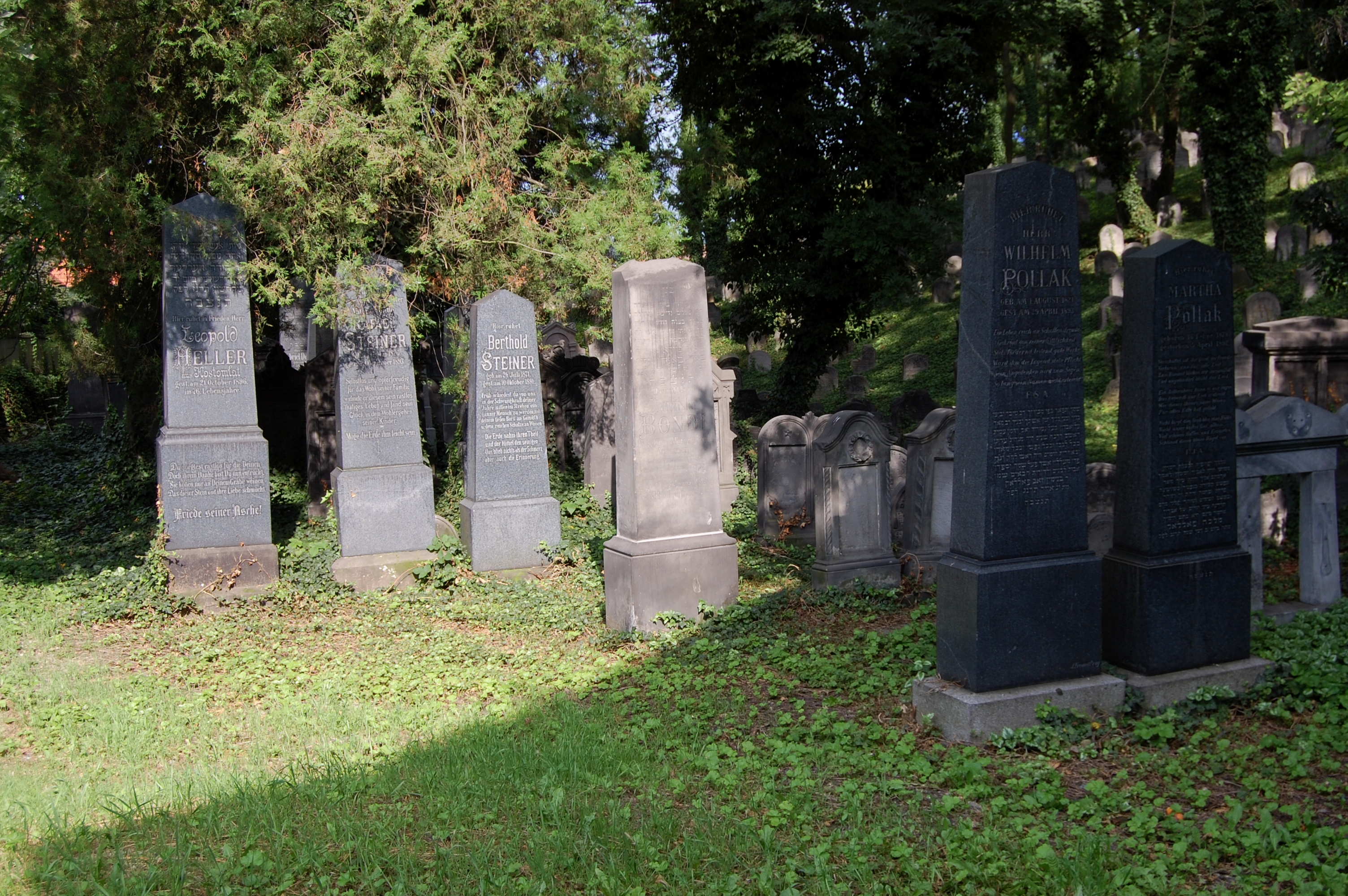
Modernější náhrobky